# Linamarase
La linamarase, ou bêta-D-glucosidase ( EC 3.2.1.21), est une enzyme présente chez de nombreuses espèces de plantes dont le manioc (Manihot esculenta) et le haricot de Lima (Phaseolus lunatus).
Chez le manioc, cet enzyme se trouve dans les parois cellulaires. Quand la plante est mastiquée ou pilée, l'enzyme entre en contact avec des substances cyanogènes, telles que la linamarine et lotaustraline, présentes dans les vacuoles, dont la décomposition libère du cyanure d'hydrogène, composé qui peut être létal pour les consommateurs ou les animaux herbivores ou phytophages.  Chez l'homme, une toxicité chronique est plus vraisemblable qu'une intoxication mortelle.
Dans de nombreuses cultures traditionnelles, l'action de cet enzyme est mise à profit pour transformer le manioc en aliment comestible. L'enzyme convertit les glycosides cyanogènes en cyanhydrine d'acétone, molécule qui se décompose spontanément en cyanure d'hydrogène (HCN) et acétone.  L'HCN se dissout ensuite facilement dans l'eau ou est libéré dans l'air. Tout le cyanure ne peut cependant pas être enlevé par ces traitements.
L'action de la linamarase peut être inhibée par un pH faible, par l'intermédiaire d'un acide dilué.